# Silberbussard

In Darien, Panama

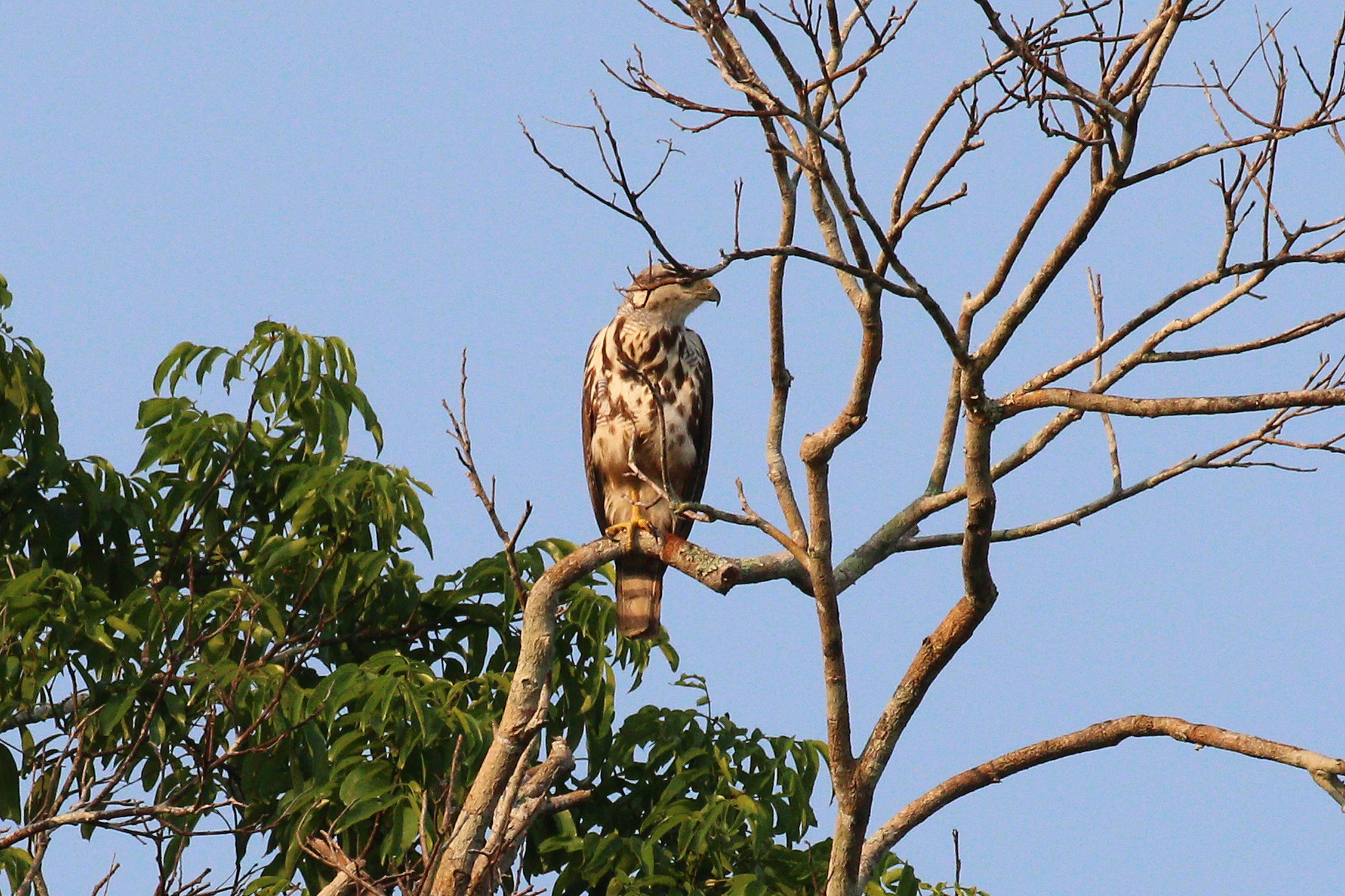
Jungvogel

Der Silberbussard, auch Zweibindenbussard, (Buteo nitidus, Syn.: Asturina nitida) ist ein Greifvogel aus der Familie der Habichtartigen (Accipitridae).
Früher wurde er als konspezifisch mit dem Graubussard (Buteo plagiatus) angesehen, aber im Jahre 2012 als selbständige Art abgetrennt.

Verbreitungsgebiet

Er kommt in Südamerika vor in Argentinien, Bolivien, Brasilien, Costa Rica, Ecuador, Kolumbien, Paraguay und Trinidad.
Der Lebensraum umfasst tropisches oder subtropisches Tiefland mit offenen Flächen, trockenere Waldränder, baumbestandene Lebensräume, gerne Galeriewald meist unterhalb von 800 m, gelegentlich auch bis 1300 m Höhe.

## Merkmale
Die Art ist 38 bis 46 cm groß, das Männchen wiegt 350 bis 497, das etwas größere Weibchen 320 bis 592 g, die Flügelspannweite liegt zwischen 75 und 94 cm. Das Gefieder ist weitgehend grau und hat auf der Oberseite eine feine dunkelgraue und auf der Unterseite eine breitere weiße Bänderung, der Schwanz ist schwarz mit ein bis zwei auffallenden weißen Binden. Der Kopf ist blasser als der Rücken. Das Auge ist dunkel, Wachshaut und Füße sind gelb, die Krallen dunkel. Beine, Nacken, Kopf und Unterseite sind hellgrau dunkelgrau quer gestreift.
Jungvögel sind auf der Oberseite schwärzlich-braun mit weißen und hellen Flecken, auf der Unterseite cremeweiß mit brauner Bruststrichelung, ansonsten gefleckt, der Schwanz ist braun mit dunklen Binden und weißlicher Spitze.

## Geografische Variation
Es werden folgende Unterarten anerkannt:
- B. n. blakei Hellmayr & Conover, 1949[7], Syn.: B. n. costaricensis (Swann, HK 1922)[8] – Südwesten Costa Ricas bis Norden Kolumbien und Westen Ecuadors, kleiner und dunkler, fein gebändert
- B. n. nitidus (Latham, 1790)[9], Nominatform – Trinidad und Norden des Amazonasbeckens, Osten Kolumbiens, Ecuador bis Bergland von Guayana
- B. n. pallidus (Todd, 1915)[10] – Brasilien bis Osten Boliviens, Paraguay und Norden Argentiniens, größer, heller an der Unterseite

## Stimme
Der Ruf besteht aus einer Folge von 3 bis 8 Pfeiflauten „wheeuw..wheeuw..wheeuw“, meist während der Brutzeit, sowie aus einem Einzelton als Alarmruf.

## Lebensweise
Die Nahrung besteht aus Echsen, kleinen Schlangen und Vögeln, die meist von einem Ansitz aus, aber auch kreisend im Suchflug gejagt werden.
Die Brutzeit liegt zwischen Dezember und Juli in Costa Rica, zwischen Januar und Mai in Kolumbien und Venezuela und im April auf Trinidad. Das relative kleine Nest besteht aus Zweigen und befindet sich am Waldrand hoch in einem Baum. Es werden Balzflüge mit Sturzflügen und Scheinjagden aufgeführt.
Das Gelege besteht meist aus zwei Eiern, die über 32 Tage bebrütet werden.

## Etymologie und Forschungsgeschichte
Die Erstbeschreibung des Silberbussards erfolgte 1790 durch John Latham unter dem wissenschaftlichen Namen Falco nitidus. Als Verbreitungsgebiet gab er Cayenne an. 1799 führte Bernard Germain Lacépède die für die Wissenschaft neue Gattung Buteo ein. Dieser Begriff geht vermutlich auf Falco buteo Linnaeus, 1758 zurück leitet sich von lateinisch buteo, buteonis ‚Bussard‘ ab. Der Artname nitidus hat seinen Ursprung in lateinisch nitidus, nitere ‚scheinend, glänzend, scheinen‘. Alfred Laubmann, der die Art unter Asturia nitida einordnete, sah für Paraguay in einem von Claude Henry Baxter Grant beschrieben Balg aus Puerto María Auxiliadora im Departamento Alto Paraguay den einzigen Nachweis für das Land.

## Gefährdungssituation
Die Art gilt als nicht gefährdet (Least Concern).